# Cannonball
Cannonball, il cui vero nome è Samuel "Sam" Zachary Guthrie, è un personaggio dei fumetti statunitensi creato da Chris Claremont (testi) e Bob McLeod (disegni), pubblicato dalla Marvel Comics. Apparso per la prima volta sulle pagine di Marvel Graphic Novel n. 4: The New Mutants (settembre 1982), Cannonball è un supereroe membro dei Nuovi Mutanti, X-Force ed X-Men.

## Biografia del personaggio

### Nuovi Mutanti
Nato a Cumberland, nel Kentucky, Sam Guthrie cercò di aiutare la propria famiglia lavorando nelle miniere anche dopo la morte del padre in una di queste. La sua mutazione si attivò inconsciamente quando, intrappolato in una miniera con un amico del padre cercò di liberare entrambi. Questo incidente fece in modo che Donald Pierce, uno dei membri del Club infernale, lo notasse e lo assoldasse come mercenario per attaccare i Nuovi Mutanti. Charles Xavier avendo notato le buone qualità di Sam gli chiese di unirsi al gruppo e questi, dopo essersi rivoltato contro Pierce, si trasferì allo Xavier Institute rimanendo però in contatto con la famiglia. Come membro dei Nuovi Mutanti, Sam strinse amicizia con Roberto Da Costa e Rahne Sinclair, sviluppò una forte rivalità con Danielle Moonstar per quanto riguardava la leadership del gruppo e supervisionò l'addestramento delle reclute Magik, Karma, Cypher e Warlock. Tempo dopo, il team visitò Nova Roma incontrando la futura recluta Magma e scontrandosi sia con i Satiri di Emma Frost sia con Amahl Farouk, il Re delle Ombre. Terminata l'avventura con Firestar, Sam salvò la vita a Lila Cheney, rock star intergalattica con la quale ebbe un legame; tuttavia per colpa della carriera della ragazza la relazione si sviluppò lentamente e a fasi alterne. In seguito, l'entità Enchantress giunse sulla Terra e rapì gli X-Men, inducendo i Nuovi Mutanti a entrare in azione. Magik creò un teleportale per portare il team sul pianeta natale della rapitrice che però interferì con l'incantesimo e spedì il gruppo attraverso il tempo e lo spazio fino al reame di Asgard. Sam perse la cognizione del tempo fino a quando non incontrò un gruppo di gnomi e li salvò dall'attacco dei guerrieri Malekith, che avevano in precedenza soggiogato Magma. Questi, come ringraziamento, ridettero a Magma il controllo della propria mente e il team riuscì poi a tornare sulla Terra con l'aiuto degli X-Men. Quando i Nuovi Mutanti presero il comando dell'istituto poiché gli X-Men in carica furono regressi in età, corpo e mente da Mojo, Sam fu costretto a combattere, senza successo, contro Longshot per intrattenere il pubblico del Mojoverso, e al ritorno da questa avventura lui e la squadra si trovarono sotto la guida di Magneto, alla quale Sam si ribellò subito. Nel frattempo, l'antica entità Beyonder incontrò i Nuovi Mutanti e nella sua curiosità finì con l'ucciderli per poi resuscitarli. Il trauma subito li lasciò profondamente scossi tanto che per un breve periodo lasciarono lo Xavier Institute per frequentare la Massachusetts Academy di Emma Frost, unica in grado di aiutarli, e unirsi ai suoi Satiri. Una volta ristabilitisi dal trauma, si scontrarono con i Vendicatori e furono costretti a soccorrere Warlock e Magneto. Durante il periodo passato con i Nuovi Mutanti, Sam sviluppò un affetto fraterno nei confronti di Rahne anche rimase all'oscuro dei profondi sentimenti che questa nutriva per lui. In seguito, il team si scontrò con una propria versione proveniente da un futuro alternativo, tuttavia l'avventura fu poi cancellata dalle loro menti dalla versione adulta di Karma. Sam rincontrò Lila a un suo concerto, quando un fan di questa ingelosito lo drogò e cercò di ucciderlo. Il successivo combattimento portò all'accidentale liberazione di Bird-Brain che si unì per un breve periodo al gruppo, anche se quando riportarono la creatura sulla sua isola natale Douglas Ramsey morì per mano dell'Ani-Matore. Quindi, il team s'intrufolò a un altro concerto di Lila e furono coinvolti nel suo rapimento da parte di Gosamyr, durante il quale la cantante sembrò aver perso la vita. Di ritorno sulla Terra, presero parte agli eventi della miniserie Inferno e si unirono al team X-Terminators per neutralizzare l'invasione demoniaca finalizzata al rapimento dei bambini di New York. In seguito, i Nuovi Mutanti combatterono contro il Club infernale sui resti dello Xavier Institute, dopo aver rifiutato la guida di Magneto. Tempo addietro, l'avventura di Danielle ad Asgard consistette nel salvataggio di Brightwing, che le scelse come nuovo cavaliere donandole i poteri delle Valchirie. Questo fece in modo che il team si trovasse ancora coinvolto negli eventi del reame. Risolta la questione con la dea della morte Hela che aveva schiavizzato le Valchirie, il gruppo riuscì a salvare anche la vita a Odino e di ritorno sulla Terra incontrò per la prima volta Cable e lo assistette nel combattimento contro il Fronte di Liberazione Mutante.

### X-Force
Assieme ai Nuovi Mutanti, Sam lasciò gli X-Men ed entrò in X-Force dove Cable lo nominò vicecomandante e leader sul campo. In questo periodo Sam fu ucciso dal mutante Sauron durante uno scontro con la Confraternita dei mutanti per poi resuscitare subito dopo. Cable rivelò di aver scelto Cannonball per guidare il team perché sospettava che fosse un External (particolare tipo di mutante virtualmente immortale) e cominciò così ad allenarlo a combattere Apocalisse, un altro External, che nel futuro di Cable aveva conquistato il mondo. Fu in questo periodo che si scoprì che Paige possedeva poteri mutanti e che Cable e Sam svilupparono un rapporto padre-figlio. Lo status di External di Cannonball fu messo in discussione e negato da Selene, e nel corso degli anni nessun'altra spiegazione è stata data per il fatto che Sam sia sopravvissuto all'attacco di Sauron. Quando X-Force ristabilì i contatti con gli X-Men accettò la proposta di unirsi al team, divenne un personaggio di supporto nella serie a fumetti “Wolverine” e discusse con l'Uomo Ghiaccio dei dubbi su sé stesso, sulle proprie abilità e sul suo posto fra gli X-Men. In seguito, affrontò Gladiatore, comandante della Guardia Imperiale Shi'ar e fu lasciato indietro quando gli X-Men partirono per lo spazio a salvarne l'impero. Lasciati gli X-Men per aiutare la famiglia, al suo ritorno accettò di infiltrarsi nella campagna presidenziale del candidato anti-mutanti Graydon Creed riuscendo a rimanere in incognito fino all'assassinio di questi alla vigilia delle elezioni. Quando Onslaught emerse dalla mente di Xavier, prese di mira Sam per indebolirlo psicologicamente prima di dedicarsi agli altri X-Men, ciò fece sì che Cannonball si riunisse a X-Force, adesso indipendente da Cable e operante a San Francisco, diventandone il leader al posto di Siryn. Il team trovò un nuovo mentore nella figura di Pete Wisdom che l'introdusse nel mondo dello spionaggio. Dopo la presunta morte di Winsdom, Sam tornò a guidare il carica.

### Decimazione
Dopo lo smantellamento di X-Force, Cannonball entrò con molti suoi compagni e membri di X-Force e Generation X, nella X-Corporation francese fondata dal professor Xavier. Il nuovo team si trovò coinvolto nel programma Arma Plus e durante uno scontro con Arma XII nel Tunnel della Manica, Stella Nera venne uccisa. Al funerale. Xavier diede a Cannonball un biglietto con l'indirizzo della rediviva Lila Cheney. Sam decise di prendersi del tempo per lavorare alla ricostruzione del Tunnel, che era stato parzialmente distrutto durante la missione. Mentre era via, Sam riallacciò la relazione con Lila per un breve periodo, tuttavia neanche questo riuscì a dargli pace e chiese così a Tempesta un posto negli X-Treme X-Men, team operante al di fuori dell'influenza e dello Xavier Institute. Dopo un'avventura particolarmente movimentata, nella quale rincontrò Sunspot e Magma, decise di prendersi una pausa e utilizzò questo tempo per tornare a casa. Mentre era là, ricevette la visita di Cable e insieme riunirono X-Force contro la minaccia di Skornn. In seguito, assieme a Siryn e Deadpool andò alla ricerca di Cable scomparso tra le dimensioni quando Scarlet modificò la realtà per dare vita all'utopia mutante. Sam si unì ancora una volta agli X-Men e li aiutò durante la rivolta dei 198, combatté contro il commando della morte Shi'ar, inviato per sterminare la famiglia di Rachel Grey e soffrì per la morte del fratello Jay ucciso da William Stryker e dai suoi Purificatori.

### Team di Rogue
Durante uno scontro con i Figli della Cripta, Sam entrò a far parte di un gruppo di X-Men guidati da Rogue e assieme a Uomo Ghiaccio, Cable, Sabretooth, Mystica, Lady Mastermind e Sentinella Omega sconfissero i cattivi di turno e lasciarono lo Xavier Institute per indagare sulla misteriosa clinica Fordyce e sul suo direttore, il dottor Pandemia. Scovato l'uomo, gli X-Men furono tutti catturati e Rogue infettata con il Ceppo 88, virus che amplificò i suoi poteri al punto che con un solo tocco poteva provocare la morte di un essere umano. Sconfitto Pandemia, Cable portò la squadra a Providence dove si prese cura di Rogue. Mentre sull'isola, il mummundrai che occupava abusivamente la mente di Lady Mastermind venne fuori e si collegò a Cable mostrandogli la minaccia che stava per giungere sulla Terra: il letale Ecatombe. Al termine della missione, un successo grazie a Rogue che assorbì tutte le menti della creatura e a Sam che ne fece esplodere il nucleo in cielo, il gruppo lasciò l'isola per recarsi in una delle proprietà di Mystica dove Emma Frost e Bestia cercarono di curare Rogue. Tuttavia, l'intera squadra cadde vittima dei Marauders, celati dalle illusioni di Lady Mastermind, Mystica e Sentinella Omega infettata da Malice, che riuscirono a catturare Rogue. Cannonball e Uomo Ghiaccio, ultimi rimasti, andarono quindi alla ricerca dei Diari di Destiny, obiettivo principale dei malvagi e li scovarono in un vecchio capannone in Michigan. Ingaggiata una dura lotta contro i Marauders, i Diari vennero presto distrutti da Gambit che ricevette il biasimo di Sinistro che, giunto sul campo, torturò fisicamente e psichicamente Sam, tanto da fargli trascorrere un certo periodo nell'infermeria della scuola che ebbe termine quando le Mega Sentinelle che ne circondavano il perimetro furono infettate, durante Messiah Complex, da un virus e si rivoltarono contro i mutanti.

### Divisi resistiamo
Dopo che Ciclope sciolse gli X-Men, Sam tornò a casa e venne accolto all'aeroporto da Paige. Sulla strada di casa, chiese alla sorella di fermarsi al bar locale e una volta lì cominciò a stuzzicare alcuni membri della famiglia Cabot, che in passato avevano ostacolato la relazione fra il suo defunto fratello Jay e Julia. Rifiutandosi di prendere parte al seguente litigio, Paige chiamò a casa per avvertire la madre che avrebbero ritardato. Dopo aver sistemato i quattro uomini Sam volò via, lasciando una sbalordita Paige sul marciapiede, affermando che non sarebbe mai dovuto tornare a casa.
Tempo dopo, gli Young X-Men vennero ingannati da Donald Pierce il quale fece creder loro che assieme ai suoi vecchi compagni, Sam avesse riformato la Confraternita dei mutanti in seno al Club infernale. Dopo aver scoperto la menzogna, Sam e Sunspot aiutarono il nuovo team a sconfiggere il cyborg.
Cannonball, assieme a Corazza e Colosso, fa parte della prima ondata di X-Men deputata a fermare l'invasione Skrull di San Francisco.

## Poteri e abilità
Cannonball è un mutante capace di generare energia termo-chimica e di rilasciarla attraverso l'epidermide. Tale energia è controllata dalla sua volontà e utilizzata come propellente, permettendogli di volare a grandi altezze e velocità proprio come un razzo. Il rilascio energetico avviene attraverso gambe e piedi, e saltuariamente anche attraverso altre parti del suo corpo provocando effetti sempre diversi. Questa energia si presenta anche come un resistentissimo campo di forza che protegge il suo corpo dai danni esterni.

## Altre versioni

### Ultimate
In questa realtà, Sam è uno dei pupilli dell'Accademia del Domani di Emma Frost, un gruppo mutante con ideali pacifisti contrapposto agli X-Men. Quando Lorna Dane fu imprigionata nel Triskelion con l'accusa di omicidio, Sam, Alex, Sunspot, Douglas Ramsey e Northstar decisero di andarle in aiuto e farla fuggire. Durante la missione, si scontrarono con gli X-Men e Cannonball fu presto sconfitto da Wolverine.

### Era di Apocalisse
Nella miniserie Era di Apocalisse, l'intera famiglia Guthrie fu sterminata, eccetto Sam, Paige, Elisabeth e Joshua. In seguito, Sinistro offrì loro l'opportunità di entrare a far parte della sua Elite Mutant Force.

### House of M
Cannonball non possiede alcuna controparte in questo universo, poiché stava viaggiando attraverso le realtà assieme a Siryn e Deadpool. Tuttavia all'inizio del crossover, Wolverine nota un motociclista con la scritta "Cannonball" serigrafata sulla fiancata della moto, e decide di rubargli il veicolo.

## Altri media

### Cinema
- Nel film X-Men 2, il nome di Sam assieme a quello di Paige, compare nella lista che Mystica consulta nell'ufficio di Stryker.
- Cannonball appare fisicamente come uno dei cinque protagonisti nel film The New Mutants (2020), ed interpretato dall'attore Charlie Heaton.

### Televisione
- Cannonball fece una piccola apparizione nella serie animata Insuperabili X-Men assieme alla sorella Paige. Come la sua controparte cartacea, mantiene inalterato l'aspetto fisico e il suo potere.
- Inoltre il personaggio è apparso frequentemente nella serie animata X-Men: Evolution come uno dei membri dei Nuovi Mutanti.

### Videogiochi
- Cannonball compare come personaggio giocabile in X-Men Legends II: L'era di Apocalisse; i suoi poteri si limitano alla creazione di un campo di forza che può proiettare contro i nemici.
- Cannonball compare in Marvel: Avengers Alliance.